# تیم ملی فوتبال زیر ۲۳ سال پاکستان
تیم ملی فوتبال زیر ۲۳ سال پاکستان (به انگلیسی: Pakistan national under-23 football team) تیم فوتبال جوانان کشور پاکستان است و زیر نظر فدراسیون فوتبال پاکستان فعالیت می‌کند. این تیم نمایندهٔ پاکستان در بازی‌های المپیک و بازی‌های آسیایی است.